# Ophelia amoureuxi
Ophelia amoureuxi är en ringmaskart som beskrevs av Bellan och Costa 1987. Ophelia amoureuxi ingår i släktet Ophelia och familjen Opheliidae. Arten har ej påträffats i Sverige. Inga underarter finns listade i Catalogue of Life.